# Meret Matter
Meret Matter (* 27. April 1965 in Bern) ist eine Schweizer Theaterregisseurin.

## Leben
1965 als Tochter des Berner Mundart-Liedermachers und Juristen Mani Matter und der Lehrerin (später auch Politikerin) Joy Matter geboren, widmete sich Meret Matter nach Abschluss der Schauspielschule in Bern der Tätigkeit als Regisseurin. 1989 gründete sie zusammen mit Grazia Pergoletti und Ruth Schwegler die Theatergruppe Club 111, zuerst im «Tojo Theater», ihrem eigenen Spielort in der Reitschule Bern, ab 2003 im Schlachthaus Theater Bern. Sie inszenierte ab 2000 am Luzerner Theater, am Schauspielhaus Zürich, am Schauspiel Hannover und am Theater Freiburg. Daneben arbeitet sie in der freien Szene.
Matter hat zwei Kinder und lebt in Bern und Südfrankreich.

## Inszenierungen

### Club  111
- 1989–2000: Hysterie und Justine, InnenarbeiterInnen, Ich habe stets und viel zu tun, Wo sein Enden, Last des Goldes, Rascher Mond u. a.

### Theaterserien
- 1992: Spaceboard Galuga, SF-Serie in 5 Teilen, Theaterhaus Gessnerallee Zürich
- 1993: Hobbycop, 3-teiliger Krimi, Gessnerallee Zürich, Kaserne Basel, eingeladen zum IMPULSE Festival
- 1998: Calimbo, Piratenrevue, Tojo Reitschule Bern, Stücktexte: Matter/Pergoletti.

### Weitere Inszenierungen
- 2000: Frankenstein, Mary Shelly, luzernertheater
- 2001: Romeo und Julia auf dem Dorfe, Gottfried Keller, Schauspielhaus Zürich, Théâtre Vidy-Lausanne, Tour
- 2001: Jude von Malta, Christopher Marlowe, luzernertheater
- 2001: Anarchie in Bayern, R. W. Fassbinder/Club 111, Schlachthaus Theater Bern, Gastspiel: Gessnerallee Zürich
- 2002: Der gute Mensch von Sezuan, Bertolt Brecht, Schauspielhaus Zürich
- 2002: Der diskrete Charme der Bourgeoisie, Luis Buñuel, Club 111, Schlachthaus Theater Bern. Gastspiel: Schauspielhaus Zürich
- 2003: Was geschah, nachdem Nora ihren Mann verlassen hatte, Elfriede Jelinek, luzernertheater
- 2003: Wilhelm Tell, Friedrich Schiller, Schauspielhaus Zürich
- 2003: Bezahlt wird nicht, Dario Fo, Club 111, Schlachthaus Theater Bern, Gastspiel: Schauspielhaus Zürich Schiffbau Box
- 2003: Knock out, Cirquen’flex / Tanz Kaserne Basel / Berner Tanztage
- 2004: Wolf sein, Bettina Wegenast, Tournee Festival, Festival Blickfelder: Zürich, Basel, Luzern
- 2004: Fackeln, Suzanne Zahnd, Dramenprozessor, Schlachthaus Bern, Kaserne Basel, Theater Winkelwiese Zürich
- 2004: Die heilige Johanna der Schlachthöfe, Bertolt Brecht, Schauspiel Hannover
- 2005: Mobil, Sergi Belbel (deutsche Erstaufführung), Schauspiel Hannover
- 2005: Steile Wand, Cirquen’flex / Tanz Rote Fabrik Zürich / Kaserne Basel, Roxy Basel, Dampfzentrale Bern, Festival Harare Simbabwe
- 2005: Pippi Langstrumpf, Astrid Lindgren, Theater Freiburg
- 2005: Terrorismus, Gebrüder Presnjakow (Oleg und Wladimir Presnjakow), Hochschule der Künste Bern, Auawirleben-Festival
- 2005: Orpheus in der Unterwelt nach Cocteau, Ein Film-TheaterProjekt Club 111, Schlachthaus Bern, eingeladen vom Theater an der Winkelwiese Zürich
- 2006: Madame Bovary, Gustave Flaubert, Theater Freiburg
- 2006: Elsi, die seltsame Magd, Jeremias Gotthelf, Bearbeitung: S. Grob, Schlachthaus Theater Bern, Festival Perspektiven Europa, Schauspielhaus Hamburg 2007
- 2007: Glaube Liebe Hoffnung, Ödön von Horváth, Schauspiel Hannover
- 2007: Stadtdschungel, Musical von Club 111, Matter/Pergoletti und Ensemble Festival Blickfelder: Zürich, Basel, Luzern u. a.
- 2008: Sommernachtstraum, Shakespeare, Schauspiel Hannover
- 2008: Mutter und Kind sind wohlauf, O. Chiacchiari, Primadrama Vorstadttheater Basel, Kleintheater Luzern, Tuchlaube Aarau
- 2008: Kaltes Herz, Wilhelm Hauff, Theater Freiburg
- 2008: Finanzblätz CH, Live-Berichterstattung aus dem Herzen der Krise, Club 111, Schlachthaus Theater Bern
- 2009: Popeye, Ein Theatercomic nach Segar, Theater Freiburg
- 2009: Darlings alive, Club 111, Schlachthaus Theater Bern
- 2009/13: Popeye’s godda Blues, Ein Theatercomic Club 111, Schlachthaus Bern, Baden, St. Gallen, Schaffhausen, Comic-Festival Luzern, Theaterspektakel Zürich, Usine Toulouse (F), Festival Le Faget (F)
- 2010: The making of … der Untergang der Vereinigten Staaten von Amerika, Oliver Schmaering, Theaterhaus Jena
- 2010: Mapiland, Kolypan: Hadorn/Nanez, Theaterspektakel Zürich, Tour
- 2010: Die Unvollendeten, Sibylle Aeberli/Milena Moser, CH-Tournee
- 2010: Sex in Zeiten der Apokalypse, Club 111, Schlachthaus Theater Bern
- 2010/12: Miss Monster, Superheldin/Action/Comic Roxy Theater Basel, Dampfzentrale Bern, Fabriktheater Zürich
- 2011: Stadtrandfahrt, Eine Bustour durch Bern mit Müslüm im Rahmen des Festivals «Wem gehört die Stadt», Schlachthaus Theater Bern
- 2011: Herzverbrecher, Projekt der Trois Suisses, CH-Tournee
- 2011: B-Movie, Schlachthaus Theater Bern
- 2011: Popeye/Miss Monster, Comic-Double-Feature, Dampfzentrale Bern
- 2011/12: Cüpliweg 10, Suzanne Zahnd, Ein Immobiliendrama in drei Teilen / Produktion von den Raucherinnen Zürich Plaza Zürich, Progr Bern, SUD Basel
- 2012: Zum Glück, Ein Musical zur Rettung der Welt, Club 111, Schlachthaus Theater Bern
- 2013: Wagner trifft Tell, Krneta/Haas, Seelisberg Festival
- 2013: Miis, Weltpolitik im Sandkasten, Kolypan Theaterspektakel Zürich, CH-Tournee
- 2013: Die Odyssee für Kinder nach Homer, Fassung Urweider/Matter, Schauspielhaus Zürich
- 2013: Wir Erben, Eine Schweizer Saga, Gerhard Meister / Suzanne Zahnd Theater Chur / Schlachthaus Theater Bern / Theater Tuchlaube Aarau
- 2014: Süperimmigrant, Soloshow von Müslüm, Schlachthaus Theater Bern
- 2020: Submarine 8, Theaterstück im Live-Streaming, Schlachthaus Theater Bern
- 2022: Ich komme, Theaterstück, nach dem gleichnamigen Roman von Emmanuelle Bayamack-Tam, Schlachthaus Theater Bern
- 2022: Titanic Live, Theaterstück, nach dem Film Titanic, Schlachthaus Theater Bern

## Stipendien
- 1993: Werkbeitrag der Literaturkommission der Stadt Bern
- 1995: Stipendium des Kantons Bern in New York, Dauer: 6 Monate
- 2009: Off-Stage-Stipendium des Kantons Bern

## Musik
Zusammenarbeit mit diversen Musikern – unter anderem mit Al Comet oder den Dead Brothers – und mit vielen Musikern aus der Avant-Garde-Jazz-Szene wie Fredi Flückiger, Christoph Gantert, Mick Hobbs, Shirley Anne Hoffman, Jean-Jacques Pedretti, Leonid Soybelmann; aber auch mit Sibylle Aeberli, Mario Batković, Beat-Man, Resli Burri, Simon Dellsperger, Ted Gaier, Frank Gerber, Mich Gerber, King Pepe, Hans Platzgumer und Töbi Tobler.
- 2000: Schrott und Perlen, mit Herwig Ursin und Thomas U. Hostettler
- 2002: Day of the Dead, Arteplage mobil du jura, Expo 02
- 2003: Prinzässin (mit Pierre Omer und Denis Schuler) auf Ohrewürm 4
- 2009: Limbo (mit Pierre Omer) auf Ohrewürm 5
- 2014: Das Allmachtsrohr, Musiktheater Adolf Wölfli